# Kamen
Kamen és un municipi del districte d'Unna, a l'estat de Rin del Nord-Westfàlia, a Alemanya. Es troba a l'est de la regió del Ruhr, aproximadament 10 km al sud-est de Hamm i 25 km al nord-est de Dortmund.

## Ciutats agermanades
- Ängelholm ( Suècia)
- Bandirma ( Turquia)
- Beeskow ( Alemanya)
- Eilat ( Israel)
- Montreuil-Juigné ( França)
- Sulecin ( Polònia)
- Unkel ( Alemanya)